# نادي هاوثورن لكرة القدم
نادي هاوثورن لكرة القدم (بالإنجليزية: Hawthorn Football Club)‏ هو نادي كرة قدم أسترالي تأسس في 1902، ويلعب في دوري كرة القدم الأسترالية.

## قائمة اللاعبين
- هاري موريسون
- ميتشيل لويس
- توم ميتشيل
- كونور ناش
- دانيال هاو
- أوليفر هانراهان

### المدربين المساعدين
- سام ميتشيل

## وصلات خارجية
- الموقع الرسمي